# Sveinbjörnsson
Sveinbjörnsson ist ein isländischer Name.

## Herkunft und Bedeutung
Der Name ist ein Patronym und bedeutet Sohn des Sveinbjörn. Die weibliche Entsprechung ist Sveinbjörnsdóttir (Tochter des Sveinbjörn).

## Namensträger
- Bjarni Sveinbjörnsson (* 1963), isländischer Fußballspieler
- Haraldur Vignir Sveinbjörnsson (* 1975), isländischer Komponist
- Sveinbjörn Sveinbjörnsson (1847–1927), isländischer Komponist, Pianist und Musiklehrer